# Tom Kidd
Tom Kidd, död 1884, var en golfspelare från St Andrews i Skottland.
Kidd vann 1873 det första The Open Championship som spelades på Old Course i St Andrews. Han blev då även den förste som vann vandringspriset Claret Jug som infördes efter att Tom Morris Jr permanent hade erövrat det tidigare vandringspriset Champions Belt. Prissumman var 11£.
Han gick de två rundorna på 179 slag. Anledningen till den höga scoren var ett kraftigt regnoväder som drabbade St Andrews. På den tiden fick inte spelarna droppa sig fria från tillfälligt vatten utan antingen fick de spela bollen som den låg eller plikta ett slag. 26 spelare ställde upp i tävlingen och 179 slag var det högsta resultatet tills tävlingen utökades till 72 hål 1892.
Kidd var en långtslående men inte så stilfull spelare och han var den förste som spelade med räfflade blad på sina järnklubbor för att få mer backspin på bollen. I de lektioner han gav påtalade han vikten av ett bra grepp och stans.
Han avled av en hjärtattack 1884.
| Majorsegrare genom tiderna                                                                                |               |          |            |                  |
| 200 olika spelare har vunnit i herrarnas majortävlingar. Tom Kidd var den 5:e spelaren som vann en major. |               |          |            |                  |
| 1:a | 4:e           | 5:e      | 6:e        | 200:e            |
| Willie Park Sr                                                                                            | Tom Morris Jr | Tom Kidd | Mungo Park | Louis Oosthuizen |
| Lista över golfens majorsegrare                                                                           |               |          |            |                  |